# Loris Baz

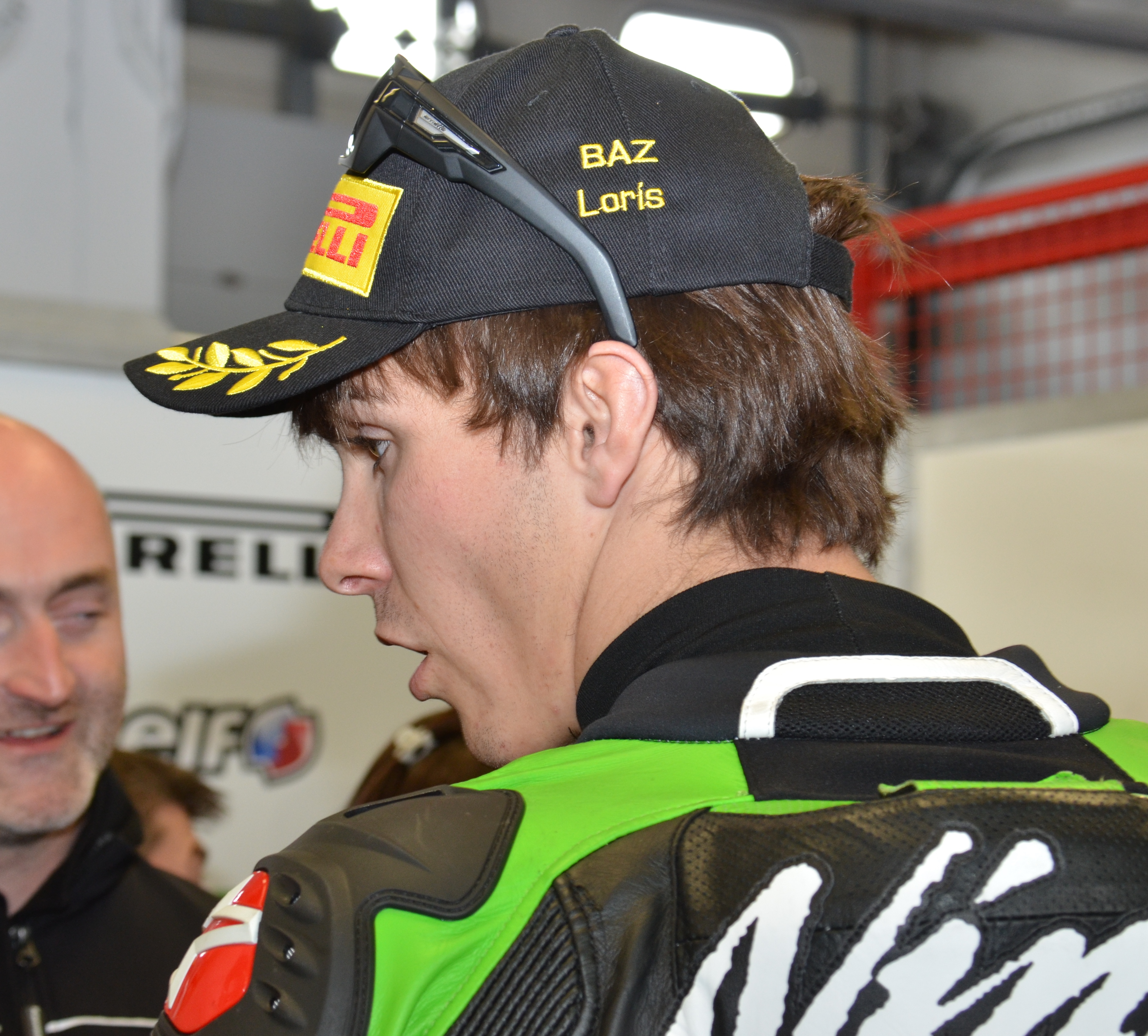
Loris Baz 2013.

Loris Baz, född 1 februari 1993 i Sallanches, är en fransk roadracingförare som 2018 tävlar i världsmästerskapen i Superbike. Han deltog i  MotoGP från 2015 till 2017.

## Tävlingskarriär
Baz vann Superstock 600 2008 och gjorde inhopp från 2009 till 2012 i Superstock 1000. Han gick upp till VM-klassen Superbike till Superbike-VM 2012 för fabriksteamet Kawasaki Racing Team. Baz tog sin debutseger i första heatet på Silverstone Circuit 2012 och kom på 13:e plats i VM 2012. Han fortsatte hos Kawasaki 2013, då han kom på 8:e plats i VM och även detta år tog sin enda heatseger på Silversone. Säsongen 2014 fortsatte Baz hos Kawasaki och blev femma i Vm efter åtta andraplatser..
Till säsongen 2015 fick Baz en styrning hos Forward Racing i den främsta roadracingklassen - MotoGP. Han kom på 17:e plats i VM och tvåa i öppna kategorin. Roadracing-VM 2016 var Baz kvar i MotoGP men körde istället en Ducati för Avintia Racing. Han kom på 20:e plats i VM efter en säsong förstördav skador. Baz fortsatte hos Avintia 2017 och gjorde bättre resultat. Han blev 18:e i VM. Baz fick inte förlängt kontrakt och återvänder till Superbike-VM 2018 där han kör en BMW för Althea BMW Racing Team.

### VM-säsonger
| Säsong | Klass     | VM- plac. | Poäng | 1/2/3- platser | Starter | Motorcykel     | Team                   | Startnr |
| ------ | --------- | --------- | ----- | -------------- | ------- | -------------- | ---------------------- | ------- |
| 2012   | Superbike | 13        | 122   | 1 / 1 / 1      | 20      | Kawasaki       | Kawasaki Racing Team   | 76      |
| 2013   | Superbike | 8         | 180   | 1 / - / 1      | 17      | Kawasaki       | Kawasaki Racing Team   | 76      |
| 2014   | Superbike | 5         | 311   | - / 8 / 1      | 24      | Kawasaki       | Kawasaki Racing Team   | 76      |
| 2015   | MotoGP    | 17        | 28    | - / - / -      | 17      | Yamaha Forward | Forward Racing         | 76      |
| 2016   | MotoGP    | 20        | 35    | - / - / -      | 14      | Ducati         | Avintia Racing         | 76      |
| 2017   | MotoGP    | 18        | 45    | - / - / -      | 18      | Ducati         | Avintia Racing         | 76      |
| 2018   | Superbike |           |       |                |         | BMW            | Althea BMW Racing Team | 76      |